# Txeremxanka (Sverdlovsk)
|  | Per a altres significats, vegeu «Txeremxanka». |

Txeremxanka (en rus: Черемшанка) és un poble (un possiólok) de l'óblast de Sverdlovsk, a Rússia, segons el cens del 2010 no tenia cap habitant.